# Liste der Baudenkmale in Fürstenberg/Havel
In der Liste der Baudenkmale in Fürstenberg/Havel sind alle Baudenkmale der brandenburgischen Stadt Fürstenberg/Havel und ihrer Ortsteile aufgelistet. Grundlage ist die Veröffentlichung der Landesdenkmalliste mit dem Stand vom 31. Dezember 2020.

## Legende
In den Spalten befinden sich folgende Informationen:
- ID-Nr.: Die Nummer wird vom Brandenburgischen Landesamt für Denkmalpflege vergeben. Ein Link hinter der Nummer führt zum Eintrag über das Denkmal in der Denkmaldatenbank. In dieser Spalte kann sich zusätzlich das Wort Wikidata befinden, der entsprechende Link führt zu Angaben zu diesem Denkmal bei Wikidata.
- Lage: die Adresse des Denkmales und die geographischen Koordinaten. Link zu einem Kartenansichtstool, um Koordinaten zu setzen. In der Kartenansicht sind Denkmale ohne Koordinaten mit einem roten beziehungsweise orangen Marker dargestellt und können in der Karte gesetzt werden. Denkmale ohne Bild sind mit einem blauen bzw. roten Marker gekennzeichnet, Denkmale mit Bild mit einem grünen beziehungsweise orangen Marker.
- Bezeichnung: Bezeichnung in den offiziellen Listen des Brandenburgischen Landesamtes für Denkmalpflege. Ein Link hinter der Bezeichnung führt zum Wikipedia-Artikel über das Denkmal.
- Beschreibung: die Beschreibung des Denkmales
- Bild: ein Bild des Denkmales und gegebenenfalls einen Link zu weiteren Fotos des Baudenkmals im Medienarchiv Wikimedia Commons

## Allgemein
| ID-Nr.   | Lage               | Bezeichnung                                                                                            | Beschreibung | Bild           |
| -------- | ------------------ | --- | --- | -------------- |
| 09165622 | Ravensbrück (Lage) | Denkmalbereichssatzung der Stadt Fürstenberg/Havel „ehemaliges Frauen-Konzentrationslager Ravensbrück“ | An der früheren Ortes des KZ Ravensbrück befindet sich heute die Mahn- und Gedenkstätte Ravensbrück. Eröffnet wurde die Gedenkstätte im Jahre 1959. Sie erinnert an etwa 28.000 Häftlinge, die hier gestorben sind. | weitere Bilder |

## Baudenkmale

### Altthymen
| ID-Nr.   | Lage                          | Bezeichnung                                                               | Beschreibung | Bild           |
| -------- | ----------------------------- | ------------------------------------------------------------------------- | --- | -------------- |
| 09165244 | Altthymener Dorfstraße (Lage) | Dorfkirche mit Kirchhof                                                   | | weitere Bilder |
| 09165808 | Am Thymensee 1 (Lage)         | Försterei Altthymen, bestehend aus Forsthaus und drei Wirtschaftsgebäuden | | weitere Bilder |
| 09165825 | Dahmshöher Weg (Lage)         | Haus Dahmshöhe mit Park und Pumpwerk                                      | Das Haus war 1930 bezugsfertig, hier zog der Bankier Siegfried Bieber ein. Der Entwurf für das Haus stammte von Paul Schultze-Naumburg. | weitere Bilder |

### Barsdorf
| ID-Nr.   | Lage                   | Bezeichnung | Beschreibung | Bild           |
| -------- | ---------------------- | ----------- | ------------ | -------------- |
| 09165188 | Kastanienstraße (Lage) | Dorfkirche  |              | weitere Bilder |

### Blumenow
| ID-Nr.   | Lage                   | Bezeichnung | Beschreibung | Bild           |
| -------- | ---------------------- | ----------- | ------------ | -------------- |
| 09165191 | Tornower Straße (Lage) | Dorfkirche  |              | weitere Bilder |

### Boltenhof
| ID-Nr.   | Lage                                                                   | Bezeichnung | Beschreibung | Bild |
| -------- | ---------------------------------------------------------------------- | --- | ------------ | --- |
| 09165339 | Lindenallee 6 - 14, Sonnenhof 1-7 (jeweils gerade und ungerade) (Lage) | Gutsanlage, bestehend aus Gutshaus, Rinderstall, Waagehaus, Arbeiterwohnhaus mit Stallgebäude, zwei Wohnhäusern, Zufahrtsstraße, Resten der Einfriedung, Park und Lindenallee |              | [[Vorlage:Bilderwunsch/code!/C:53.116464,13.25245!/D:Lindenallee 6 - 14, Sonnenhof 1-7 (jeweils gerade und ungerade), Gutsanlage, bestehend aus Gutshaus, Rinderstall, Waagehaus, Arbeiterwohnhaus mit Stallgebäude, zwei Wohnhäusern, Zufahrtsstraße, Resten der Einfriedung, Park und Lindenallee!/\|BW]] |

### Bredereiche
| ID-Nr.   | Lage                    | Bezeichnung                                    | Beschreibung | Bild                   |
| -------- | ----------------------- | ---------------------------------------------- | --- | ---------------------- |
| 09165190 | Dorfstraße (Lage)       | Dorfkirche Bredereiche                         | Die evangelische Kirche wurde Ende des 17. Jahrhunderts erbaut, der Turm wurde 1713 angefügt. Im Inneren ein Altaraufsatz aus dem Jahre 1689. | weitere Bilder         |
| 09165791 | Dorfstraße 33 (Lage)    | Pfarrhaus                                      | | BW                     |
| 09165607 | Schwarzer Weg 2b (Lage) | Erbbegräbnis Buchholtz                         | | Erbbegräbnis Buchholtz |
| 09165394 | Schwarzer Weg 3 (Lage)  | Villa mit Nebengebäude, Einfriedung und Garten | | weitere Bilder         |

### Fürstenberg/Havel
| ID-Nr.            | Lage                                           | Bezeichnung | Beschreibung | Bild |
| ----------------- | ---------------------------------------------- | --- | --- | --- |
| 09165215          | ()                                             | Drei klassizistische Sandstein-Grabmale, auf dem Städtischen Friedhof (vom alten Friedhof am Bahnhof) | | ein Bild hochladen |
| 09165229          | Am Markt (Lage)                                | Marktplatz (Grundriss und allgemeine Aufrissproportionen) mit Stadtkirche (Außenbau) und den Wohnhäusern | | weitere Bilder |
| 09165003 Wikidata | Am Markt (Lage)                                | Stadtkirche | Gelber Backsteinbau auf kreuzförmigem Grundriss | weitere Bilder |
| 09165172          | Amtsstraße 2 (Lage)                            | Wohnhaus | | Wohnhaus |
| 09166107          | Bahnhofstraße, Luisenstraße (Lage)             | Bahnhof Fürstenberg (Havel), bestehend aus Bahnhofsempfangsgebäude, Hausbahnsteig mit Überdachung, Mittelbahnsteig mit Überdachung und Dienstgebäude, Bahnsteigtunnel, Treppenpavillon über der Tunneltreppe Hausbahnsteig, Wirtschaftsgebäude Bahnsteig 1, Eisenbahnergarten mit dazugehörigem Wirtschaftsgebäude | | weitere Bilder |
| 09165152          | Bahnhofstraße / Parkstraße (Lage)              | Sowjetischer Ehrenfriedhof | | Sowjetischer Ehrenfriedhof |
| 09165386          | Bahnhofstraße 9a (Lage)                        | Postamt mit Nebengebäude | | Postamt mit Nebengebäude |
| 09165797          | Bahnhofstraße 13 (Lage)                        | Wohn- und Geschäftshaus | | Wohn- und Geschäftshaus |
| 09165024          | Berliner Straße 76 (Lage)                      | Wandgestaltung der ehemaligen Polytechnischen Oberschule (POS, heute Gesamtschule) | | Wandgestaltung der ehemaligen Polytechnischen Oberschule (POS, heute Gesamtschule) |
| 09165495          | Berliner Straße 85 (Lage)                      | Villa mit Terrasse und Auffahrt | | Villa mit Terrasse und Auffahrt |
| 09165580          | Brandenburger Straße 10 (Lage)                 | Wohnhaus mit Seitenflügel, Quergebäude und Saalbau | | Wohnhaus mit Seitenflügel, Quergebäude und Saalbau |
| 09165343          | Brandenburger Straße 22 (Lage)                 | Wohnhaus („Kontorhaus“) | Das Haus stammt aus der ersten Hälfte des 19. Jahrhunderts. Die Fassadendekoration stammt wahrscheinlich vom Ende des 19. Jahrhunderts. | Wohnhaus („Kontorhaus“) |
| 09165581          | Brandenburger Straße 43 (Lage)                 | Villa | | Villa |
| 09165154          | Brandenburger Straße 46 (Lage)                 | Wohn- und Geschäftshaus | | Wohn- und Geschäftshaus |
| 09165892          | Brandenburger Straße 50 (Lage)                 | Wohn- und Geschäftshaus | | Wohn- und Geschäftshaus |
| 09165242          | Brandenburger Straße 55 (Lage)                 | Wohn- und Geschäftshaus | | Wohn- und Geschäftshaus |
| 09165093          | Brandenburger Straße 56 (Lage)                 | Wohnhaus | | Wohnhaus |
| 09165171          | Brandenburger Straße 60 / Amtsstraße (Lage)    | Alte Burg | Die alte Burg liegt südlich des Schlosses. Im Jahre 1333 wurde die Burg erstmals urkundlich erwähnt. | Alte Burg |
| 09165153          | Brandenburger Straße 61 (Lage)                 | Gedenktafel zur Erinnerung an die Vereinigung von KPD und SPD zur SED | | Gedenktafel zur Erinnerung an die Vereinigung von KPD und SPD zur SED |
| 09165458          | Feldmark 2 (Lage)                              | Wohnhaus mit Wirtschaftsgebäude, Hoftor und Einfriedung | | BW |
| 09165582          | Friedrich-Wilhelm-Straße 8 (Lage)              | Wohnhaus mit zwei Hofgebäuden | | Wohnhaus mit zwei Hofgebäuden |
| 09165608          | Friedrich-Wilhelm-Straße 14 (Lage)             | Wohnhaus mit zwei Hofgebäuden | | Wohnhaus mit zwei Hofgebäuden |
| 09165501          | Fritz-Reuter-Straße 5 (Lage)                   | Neuapostolische Kirche mit Wohnhaus | | Neuapostolische Kirche mit Wohnhaus |
| 09166542          | Fritz-Reuter-Straße 12 (Lage)                  | Wohnhaus mit Nebengebäude und Einfriedung | | BW |
| 09165956          | Grüner Winkel 10 (Lage)                        | Villa | | Villa |
| 09166007          | Havelstraße (Lage)                             | Transformatorenhaus | | Transformatorenhaus |
| 09166528          | Havelstraße 8 (Lage)                           | Wohnhaus | | BW |
| 09165256          | Havelstraße 19 (Lage)                          | Wohnhaus mit Wirtschaftsgebäude | | Wohnhaus mit Wirtschaftsgebäude |
| 09165257          | Havelstraße 20 (Lage)                          | Wohnhaus mit Wirtschaftsgebäude | | Wohnhaus mit Wirtschaftsgebäude |
| 09165166          | Himmelpforter Weg / Straße der Nationen (Lage) | Ehemalige SS-Wohnsiedlung | | Ehemalige SS-Wohnsiedlung |
| 09165957          | Kiefernweg 1 (Lage)                            | Förstereigehöft, bestehend aus Forsthaus und drei Wirtschaftsgebäuden | | Förstereigehöft, bestehend aus Forsthaus und drei Wirtschaftsgebäuden |
| 09165558          | Kreuzdamm / Steinförder Straße (Lage)          | Gefallenendenkmal | | Gefallenendenkmal |
| 09165852          | Krumme Str. 7 (Lage)                           | Wohnhaus | | Wohnhaus |
| 09165962          | Markt 1 (Lage)                                 | Rathaus mit Hofgebäude | | weitere Bilder |
| 09165183          | Pfarrstraße 1 (Lage)                           | Pfarrhaus | | Pfarrhaus |
| 09165480          | Rathenaustraße 1 (Lage)                        | Wohnhaus mit Einfriedung und Torgebäude | | Wohnhaus mit Einfriedung und Torgebäude |
| 09165502          | Rathenaustraße 6 (Lage)                        | Villa | | Villa |
| 09165583          | Richters Gang 1 (Lage)                         | Wohnhaus | | Wohnhaus |
| 09166017          | Schwedtseestraße 11 (Lage)                     | Wohnhaus mit drei Hofgebäuden | | Wohnhaus mit drei Hofgebäuden |
| 09165560          | Steinförder Straße (Lage)                      | Villa Tiburtius | | Villa Tiburtius |
| 09165584          | Steinförder Straße 20 (Lage)                   | Villa | | Villa |
| 09165600          | Steinförder Straße 132 (Lage)                  | Erholungsheim mit gärtnerisch gestaltetem Umfeld | | Erholungsheim mit gärtnerisch gestaltetem Umfeld |
| 09165559          | Steinförder Straße 145 / Peetscher Weg (Lage)  | Wasserturm | | BW |
| 09165456          | Steinhavelmühle 2-7 (Lage)                     | Steinhavelmühle, bestehend aus Wohnhaus, Hauptgebäude, Schornstein, zwei Speichergebäuden, Stallgebäude, drei Arbeiterwohnhäusern, zwei Wirtschaftsgebäuden und Zufahrtsstraße | | weitere Bilder |
| 09165243          | Straße der Nationen (Lage)                     | Mahn- und Gedenkstätte Ravensbrück mit ehem. Lagergelände und Lagermauer, Haupttor mit Wachhaus, Wachhaus am Osteingang, Fragmenten des Häftlingsbades, Werkhallen der Schneiderei, Kürschnerei, Bürogebäude der Reißerei, Neue Wäscherei, Zellenbau, Stallgebäude der Lagergärtnerei, Pflasterweg und Fundamenten der Werkhallen des Siemens-Lagers, Latrine, Wachturm der sowjetischen Streitkräfte; ehem. Kommandanturbereich: Kommandanturgebäude, Hof mit Garagentrakt, Tankstelle und Garagenhofmauer; Bauten der technischen Infrastruktur: Wasserwerk, nördliches Transformatorenhaus, Stichgleis mit Verladerampen und Beutegutbaracken, südliches Transformatorenhaus, Kläranlage; Ehrenhof mit gärtnerisch gestalteter Freifläche: Gedenkwand, Erschießungsgang mit Gedenkstein, Krematorium, Flammenschale, zwei Frauenskulpturen, Gräberfeld, Feierplatz, Tribünenanlage, Skulptur „Tragende“; SS-Siedlung; „Panzerdenkmal“; Skulptur „Müttergruppe“ | Das ehemalige Konzentrationslager ist jetzt eine Gedenkstätte. Es wurde 1938 bis 1939 errichtet. Es war das größte nationalsozialistische Frauen-KZ. | Mahn- und Gedenkstätte Ravensbrück mit ehem. Lagergelände und Lagermauer, Haupttor mit Wachhaus, Wachhaus am Osteingang, Fragmenten des Häftlingsbades, Werkhallen der Schneiderei, Kürschnerei, Bürogebäude der Reißerei, Neue Wäscherei, Zellenbau, Stallgebäude der Lagergärtnerei, Pflasterweg und Fundamenten der Werkhallen des Siemens-Lagers, Latrine, Wachturm der sowjetischen Streitkräfte; ehem. Kommandanturbereich: Kommandanturgebäude, Hof mit Garagentrakt, Tankstelle und Garagenhofmauer; Bauten der technischen Infrastruktur: Wasserwerk, nördliches Transformatorenhaus, Stichgleis mit Verladerampen und Beutegutbaracken, südliches Transformatorenhaus, Kläranlage; Ehrenhof mit gärtnerisch gestalteter Freifläche: Gedenkwand, Erschießungsgang mit Gedenkstein, Krematorium, Flammenschale, zwei Frauenskulpturen, Gräberfeld, Feierplatz, Tribünenanlage, Skulptur „Tragende“; SS-Siedlung; „Panzerdenkmal“; Skulptur „Müttergruppe“ |
| 09165168          | Unter den Linden (Lage)                        | Meilenstein, gegenüber Nr. 28 | | BW |
| 09165195          | Unter den Linden 1 (Lage)                      | Wohnhaus (Chausseehaus) | | Wohnhaus (Chausseehaus) |
| 09165352          | Unter den Linden 9 (Lage)                      | Wohnhaus mit Wirtschaftsgebäude | | Wohnhaus mit Wirtschaftsgebäude |
| 09165504          | Unter den Linden 53 (Lage)                     | Wohnhaus mit Wirtschaftsgebäude | | Wohnhaus mit Wirtschaftsgebäude |
| 09165353          | Unter den Linden 57 (Lage)                     | Wohnhaus mit Wirtschaftsgebäude | | Wohnhaus mit Wirtschaftsgebäude |
| 09165237          | Unter den Linden 58 (Lage)                     | Schloss | Das Schloss mit Park wurde von 1741 bis 1752 für die mecklenburgische Herzogin Dorothea Sophia erbaut. 1913 wurde es zum Krankenhaus umgestaltet. Inzwischen ist es ohne Nutzung. | Schloss |
| 09165478          | Wallstraße 10 (Lage)                           | Wohnhaus | | Wohnhaus |
| 09165258          | Wallstraße 24 (Lage)                           | Wohnhaus (Villa) | | Wohnhaus (Villa) |
| 09165259          | Weidendamm 6 (Lage)                            | Ehemaliges Versuchsgut | Das ehemalige Versuchsamt der SS wurde von 1939 bis 1941 im Heimatstil erbaut. Das Gut wurde um einen großen Hof angelegt. Erbaut wurde es von KZ-Häftlingen des Frauen-KZ Fürstenberg-Ravensburg. Das Hauptgebäude ist ein eingeschossiges Haus mit erhalten gebliebener Innenausstattung. | BW |
| 09165218          | Zehdenicker Straße 26 (Lage)                   | Fähre für Eisenbahnwaggons über die Havel (Siggelhavel) | Die Eisenbahnfähre Fürstenberg/Havel ist eine Eisenbahnfähre aus dem Jahre 1934. Die Fähre war die einzige selbstfahrende Eisenbahnfähre in Deutschland. | weitere Bilder |

### Himmelpfort
| ID-Nr.   | Lage                 | Bezeichnung                                                       | Beschreibung | Bild           |
| -------- | -------------------- | ----------------------------------------------------------------- | --- | -------------- |
| 09165397 | (Lage)               | Friedhofsportal, östlich vom Großen Kastavensee am Weg nach Sähle | | BW             |
| 09165173 | Klosterstraße (Lage) | Kloster mit Kirche, Brauhaus und Klostermauer                     | Das ehemalige Zisterzienserkloster wurde 1299 gestiftet. Stiftherr war Markgraf Albrecht III. von Brandenburg. 1541 wurde das Kloster säkularisiert. Mit dem Bau der Klosterkirche wurde 1300 begonnen. Heute ist nur über dem östlichen ein Dach, diese wird als Dorfkirche genutzt. | weitere Bilder |

### Tornow
| ID-Nr.            | Lage                  | Bezeichnung                       | Beschreibung | Bild           |
| ----------------- | --------------------- | --------------------------------- | --- | -------------- |
| 09165211 Wikidata | Neue Straße (Lage)    | Dorfkirche                        | Die Kirche wurde im späten 13. Jahrhundert erbaut. Es ist ein Feldsteinbau mit einem westlichen Turm mit einem quadratischen Backsteinaufsatz im Stil der Schinkel-Schule. Der Turmaufsatz wurde wahrscheinlich 1838 hinzugefügt. Die Ausstattung im Inneren ist ebenfalls aus dem Jahr 1838. | weitere Bilder |
| 09165542          | Neue Straße 1 (Lage)  | Wassermühle                       | | weitere Bilder |
| 09165315          | Neue Straße 10 (Lage) | Herrenhaus mit Wirtschaftsgebäude | Das Herrenhaus wurde von 1803 bis 1805 erbaut. Es ist ein elfachsiger, zweigeschossiger Bau mit einer Fassade im klassizistischen Stil. Auf der Parkseite befindet sich in der Mitte ein dreiachsiger Risalit mit einem Dreiecksgiebel.                                                       | weitere Bilder |

## Ehemalige Baudenkmale
| ID-Nr. | Lage                                             | Bezeichnung                                                                             | Beschreibung | Bild |
| ------ | ------------------------------------------------ | --------------------------------------------------------------------------------------- | ------------ | --- |
|        | Fürstenberg/Havel Brandenburger Straße 49 (Lage) | Drogeriegeschäft (Drogerie Königsberg) mit Ladeneinrichtung, Schaufenstern und Ladentür |              | Drogeriegeschäft (Drogerie Königsberg) mit Ladeneinrichtung, Schaufenstern und Ladentür                                                            |
|        | Fürstenberg/Havel Schwedtseestraße 2 (Lage)      | Wohnhaus mit Seitenflügel und zwei Hofgebäuden                                          |              | [[Vorlage:Bilderwunsch/code!/C:53.185063,13.147452!/D:Fürstenberg/Havel Schwedtseestraße 2, Wohnhaus mit Seitenflügel und zwei Hofgebäuden!/\|BW]] |